# Neptunbrunnen (München)
Der Neptunbrunnen ist eine monumentale Brunnenanlage im Stadtbezirk Maxvorstadt von München. Er befindet sich im Alten Botanischen Garten an der Elisenstraße, nahe dem Karlsplatz (Stachus). Errichtet wurde er 1937 nach den Plänen von Joseph Wackerle und Oswald Bieber.

## Geschichte
Der Alte Botanische Garten wurde 1804–1814 durch Friedrich Ludwig von Sckell angelegt. Das noch vorhandene Eingangsportal zum Alten Botanischen Garten schuf Emanuel Herigoyen. Auf dem Gelände befand sich auch der Glaspalast, der 1854 anlässlich der Ersten Allgemeinen Deutschen Industrieausstellung gebaut wurde, 1931 jedoch einem Brand zum Opfer fiel.
In den Folgejahren 1935–1937 wurde der Park auf Befehl der Nationalsozialisten von Oswald Bieber und Joseph Wackerle neu gestaltet. Ein Großteil von Erdreich und Bäumen aus den Umbauarbeiten für den Aufmarschplatz der NSDAP am Königsplatz wurde hier wiederverwendet. Zusätzlich errichtete man in der Achse der Arcisstraße am nördlichen Ende des Parks ein Kaffeehaus, das heutige Parkcafé, das sich zur Straße hin mit vier gewaltigen Pfeilern an den Baustil des damaligen Parteiviertels anpasste. Im nordöstlichen Bereich des Parks wurde der für Ausstellungen genutzte Kunstpavillon errichtet, im südöstlichen Bereich der an der Mittelachse des Justizpalastes ausgerichtete Neptunbrunnen.
In der Mitte des von Oswald Bieber erbauten Bassins, das 30 Meter lang und 15 Meter breit ist, erhebt sich die von Josef Wackerle geschaffene Neptunsfigur. Neptun ist mit Dreizack und seiner Tunika über der Schulter neben einem Hippokamp, welcher ihn an die Wasseroberfläche gebracht hat, in Siegerpose dargestellt. Dieser kraftvolle Auftritt des Heroen mit dem muskulösen Körperbau wird durch die ihn umgebenden wasserspeienden Tritonen untermalt. Die Figurengruppe wird zusätzlich durch eine in Intervallen aufbrausende Fontäne am Bauch des fischschwänzigen Pferdes ergänzt; außerdem fallen mehrere dünne Strahlen aus den Mündern der Tritonen und aus der Rückseite des Felsblocks in das große Becken. Ursprünglich sprudelten im Bassin noch zwei niedrige Fontänen. Umgeben wird die Brunnenanlage von Blumenbeeten und Sitzbänken.

## Bildergalerie

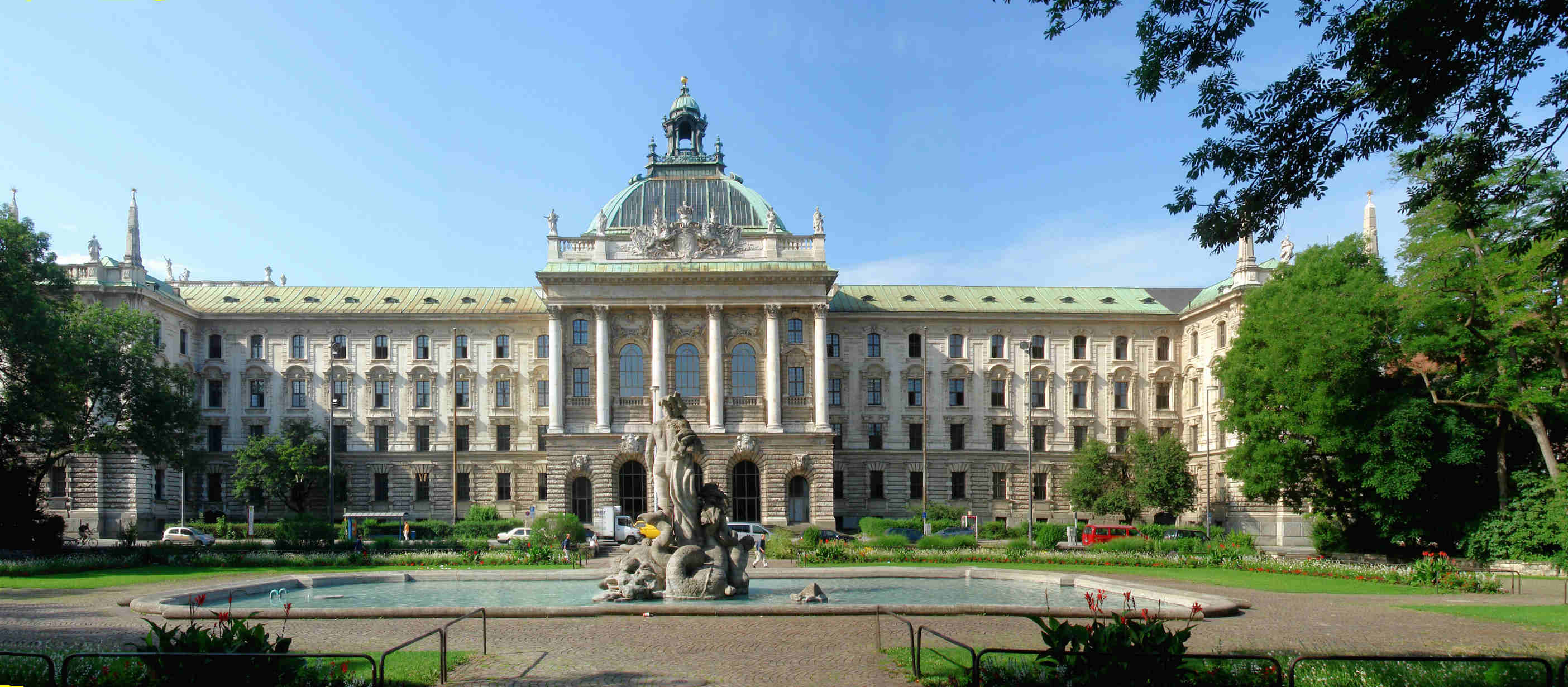
Rückansicht, dahinter der Justizpalast
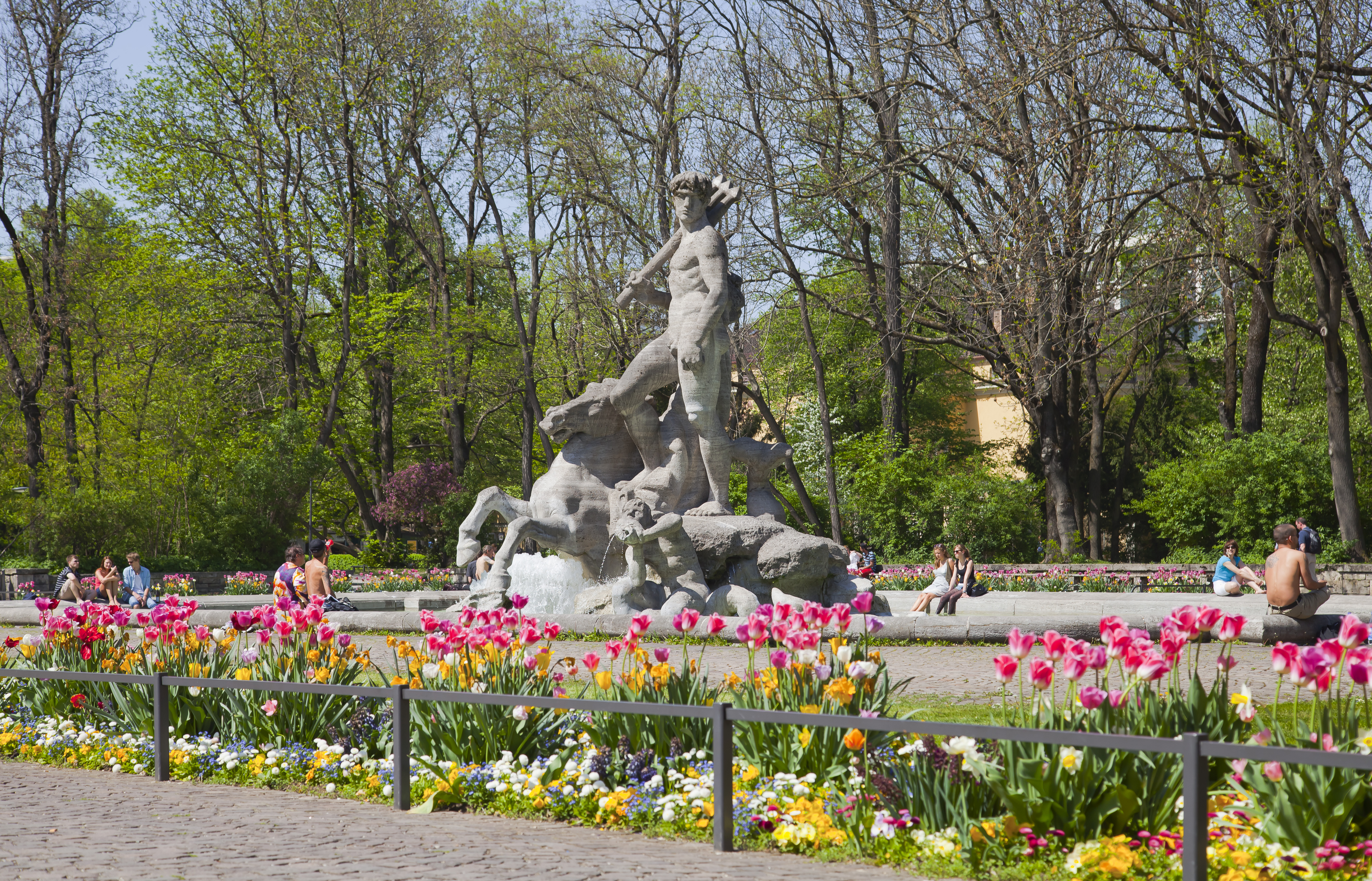
Schrägansicht
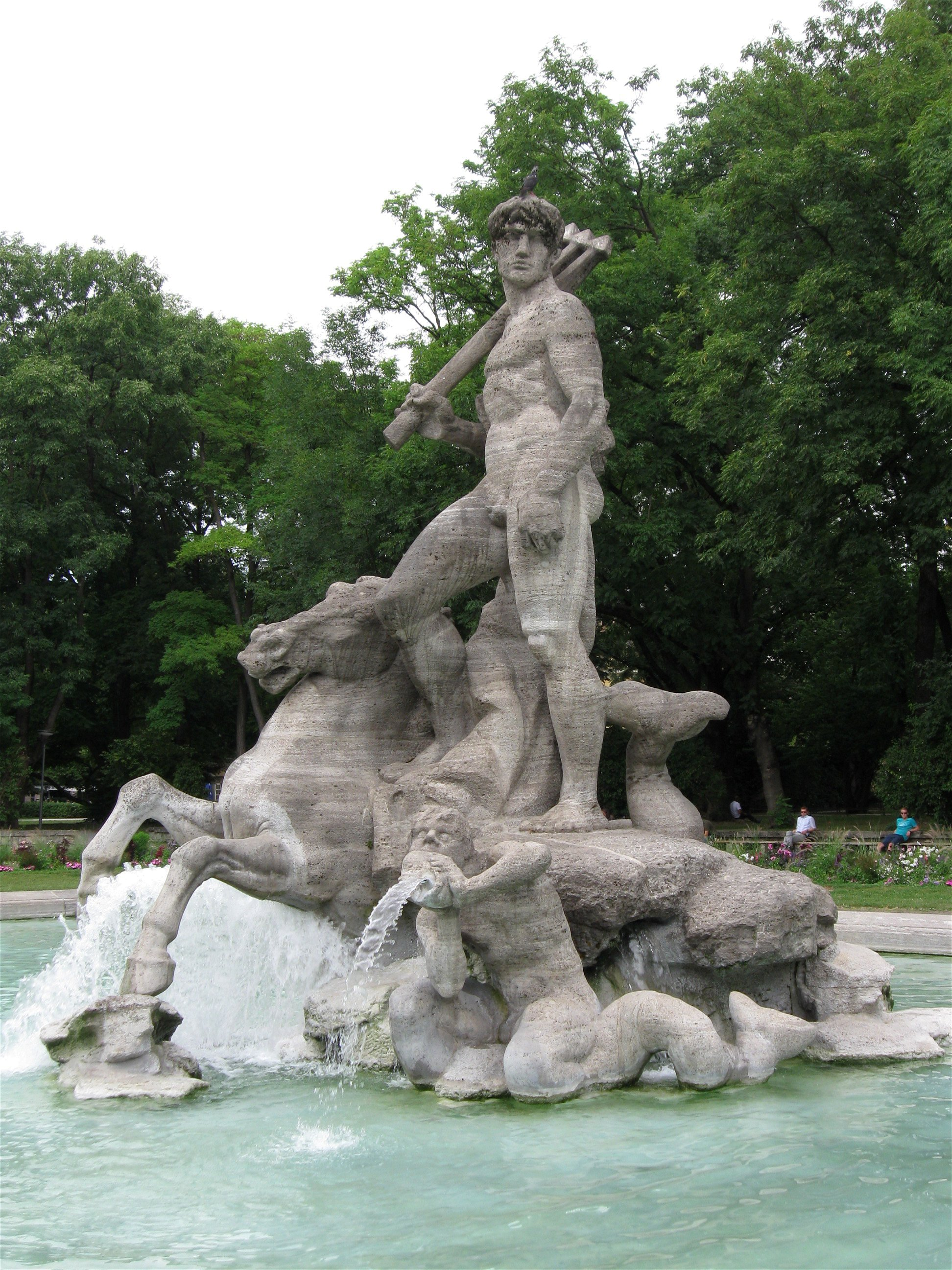
Seitenansicht
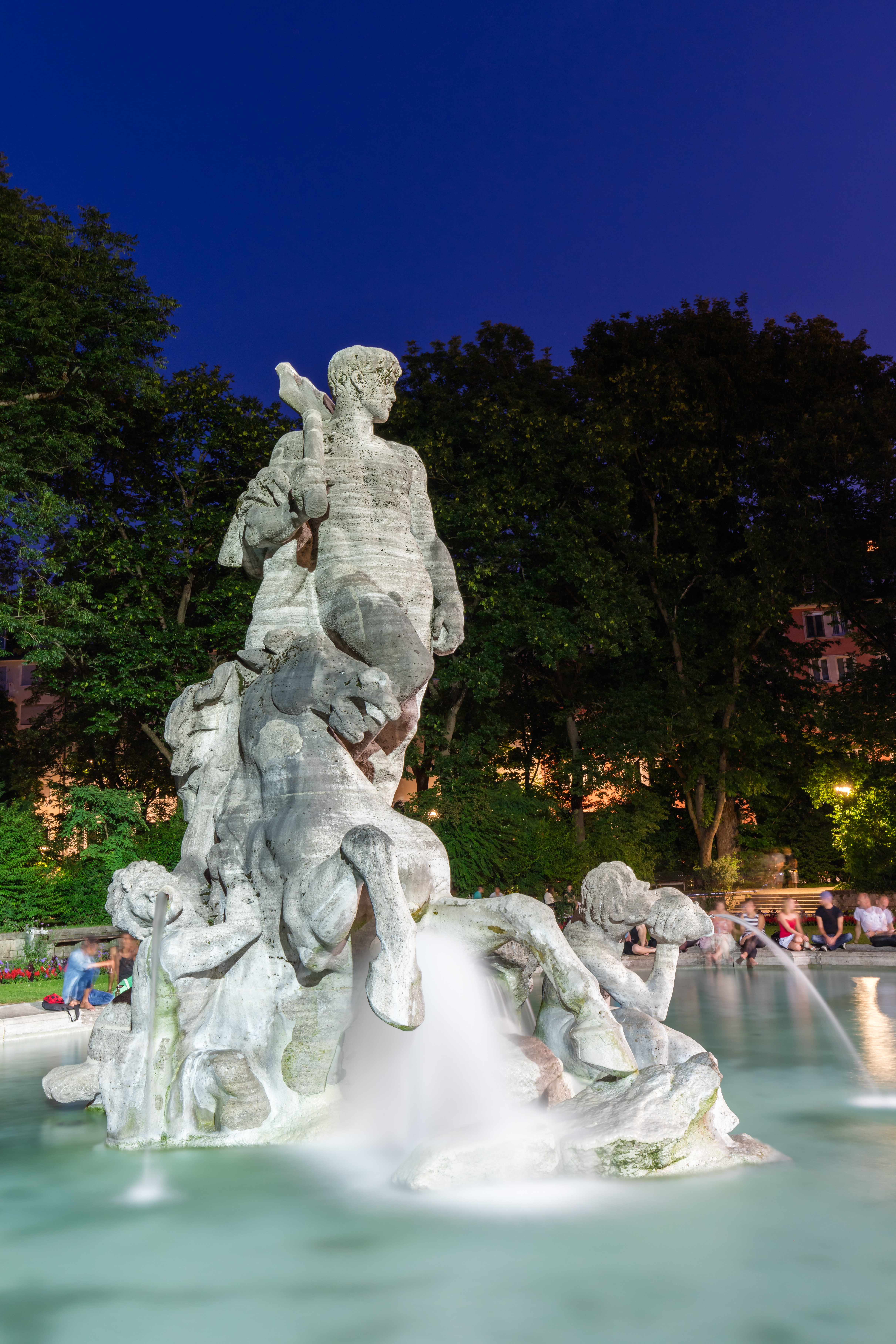
Nachtansicht

## Denkmalschutz
Der Neptunbrunnen steht unter Denkmalschutz und ist unter dem Aktenzeichen D-1-62-000-219 in der Denkmalliste des Bayerischen Landesamtes für Denkmalpflege erfasst.